# Die unglaubliche Reise des Fakirs, der in einem Kleiderschrank feststeckte
Die unglaubliche Reise des Fakirs, der in einem Kleiderschrank feststeckte ist ein Spielfilm von Ken Scott aus dem Jahr 2018. Die Premiere war am 30. Mai 2018 in Frankreich. Der Film basiert auf dem Roman Romain Puértolas' „The extraordinary Journey of the Fakir who got trapped in an Ikea Wardrobe“.

## Handlung
Aja wächst in Mumbai in ärmlichen Verhältnissen bei seiner alleinerziehenden Mutter auf. Er schlägt sich als Trickbetrüger und Straßenkünstler durch und träumt davon, eines Tages nach Paris zu reisen, dem Ort, an dem sein Vater gelebt hatte. Nach dem Tod der Mutter tritt er die Reise an und lernt in Paris Marie, eine junge Amerikanerin, kennen. Bevor er sie wiedertrifft, verschlägt es ihn in einer abenteuerlichen Reise durch verschiedene europäische Länder und Nordafrika – beginnend in einem Kleiderschrank.

## Kritiken
Epd Film lobt den Film:

„Es gibt nur wenige Komödien, die es schaffen, Albernheit, Slapstick und realpolitischen Kommentar so klug zu verbinden. … »Die unglaubliche Reise des Fakirs, der in einem Kleiderschrank feststeckte« ist eine dieser seltenen Komödien, die an jeder Stelle so tun, als ob, so dass man sie durchweg genießen kann, ohne sich unter Niveau unterhalten zu fühlen.“